# آخرین هوس
آخرین هوس فیلمی به کارگردانی مهدی امیرقاسم خانی و نویسندگی محمدرضا زندی محصول سال ۱۳۳۹ است.

## خلاصه داستان
مرد جوان قلدری در محله بروبیایی دارد و دخترهای محله غالباً معشوقهٔ او بوده‌اند...
جمال که جوانی بیکار است نوکر خانواده‌ای می شود که کلفتی به نام زری دارند، رابطه‌ی این دو و آقا و خانم در تقابل با گروهی از دزدان حرفه‌ای ماجراهایی کمدی رقم می زند.
خوانندگی مهوش در این فیلم تنها نکته‌ی قابل توجه فیلم است.

## بازیگران
- شهین
- منصور سپهرنیا
- حمیده خیرآبادی
- حسین محسنی
- همایون